# 阿里安 (大西洋比利牛斯省)
阿里安（法語：Arrien，法語發音：[aʁjɛ̃]）是法国大西洋比利牛斯省的一个市镇，属于波城区。

## 地理
阿里安（43°18'37"N, 0°9'19"W）面积4.46 平方千米，位于法国新阿基坦大区大西洋比利牛斯省，该省份为法国东南部省份，涵盖了贝阿恩与北巴斯克，西临大西洋比斯開灣，北至朗德省，东北接热尔省，东临上比利牛斯省，南与西班牙接壤。
与阿里安接壤的市镇（或旧市镇、城区）包括：塞泽尔、埃斯卢朗蒂斯达邦、埃斯佩谢德、隆比亚、卢朗蒂斯。

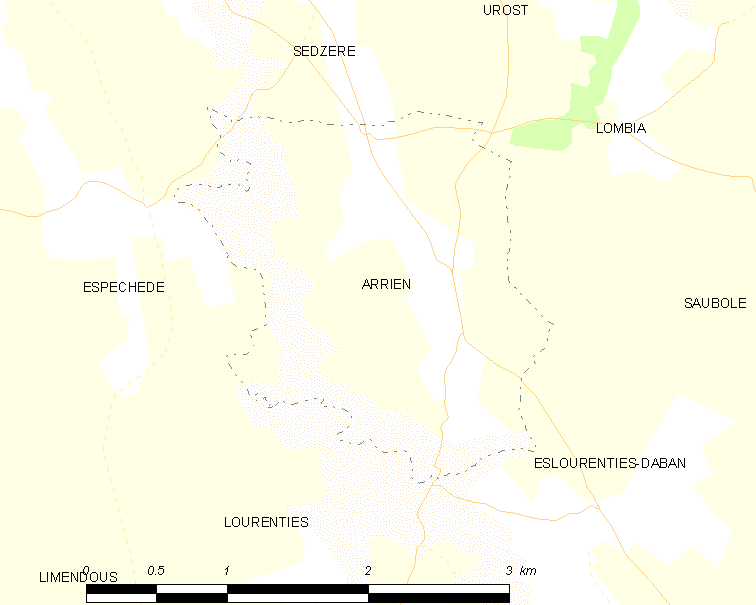
的OSM定位图

阿里安的时区为UTC+01:00、UTC+02:00（夏令时）。

## 行政
阿里安的邮政编码为64420，INSEE市镇编码为64053。

## 政治
阿里安所属的省级选区为莫尔拉斯与蒙塔内雷斯地区县。

## 人口

1962-2008年间人口变化图示

阿里安于2022年1月1日时的人口数量为198人。